# Allocebus trichotis
allocèbe, chirogale à oreilles velues
Genre
Espèce
Statut de conservation UICN

 EN A2c+3c+4c : En danger
Statut CITES
Allocebus trichotis, appelé allocèbe, ou chirogale à oreilles velues est une espèce primate en danger de la famille des Cheirogaleidae. Ce lémurien nain aux oreilles poilues est connu dans une seule localité dans le nord-est de Madagascar.

## Répartition

Carte de répartition de l'espèce à Madagascar